# أفضل أباد (مقاطعة فسا)
أفضل أباد (بالإنجليزية: Mazraeh-ye Afzalabad)‏ هي منطقة سكنية تقع في فارس في إيران.